# Tricyphona unicolor
Tricyphona unicolor är en tvåvingeart som först beskrevs av Theodor Emil Schummel 1829.  Tricyphona unicolor ingår i släktet Tricyphona och familjen hårögonharkrankar. Arten är reproducerande i Sverige. Inga underarter finns listade i Catalogue of Life.